# 庾敳
庾敳（262年—311年5月5日），字子嵩，西晋颍川郡鄢陵县（今河南省鄢陵县）人。庾峻的儿子。
庾敳为陈留相，不以事扰乱心神。读《老子》《庄子》，被王衍看重。担任吏部郎，怕祸及身，虽任官职，却静默无为。作为太傅东海王司马越参军事，转任军咨祭酒。喜好聚敛。司马越手下刘舆，专喜害人，因见庾敳富有，便给司马越出主意向庾敳换钱，如庾敳吝啬不愿，认为便有机可乘整治了。司马越于大庭广众中提出换钱时，庾敳虽然酒醉，头巾堕在几案上，庾敳答应了司马越的要求，使刘舆加害之意未能得逞。即“庾敳堕帻”的典故。庾敳与王衍在永嘉之乱，被石勒所杀。